# Karch Kiraly
Charles Frederick "Karch" Kiraly (/ˈkɑːrtʃ kɪˈraɪ/) (sinh ngày 3 tháng 11 năm 1960) là một vận động viên, huấn luyện viên bóng chuyền và MC sóng phát thanh người Mỹ. Vào những năm 1980, ông là trung tâm của Đội tuyển quốc gia Hoa Kỳ đã giành huy chương vàng tại Thế vận hội Olympic 1984 và 1988. Ông tiếp tục giành huy chương vàng một lần nữa tại Thế vận hội Olympic 1996, cuộc thi Olympic đầu tiên có Bóng chuyền bãi biển. Ông là cầu thủ duy nhất (nam hay nữ) giành được huy chương vàng Olympic ở cả hai hạng mục bóng chuyền trong nhà và bóng chuyền bãi biển. Ông chơi bóng chuyền đại học cho UCLA Bruins, và các đội của ông giành được ba chức vô địch quốc gia dưới thời huấn luyện viên trưởng Al Scates.
Kiraly hiện là huấn luyện viên trưởng của đội tuyển bóng chuyền nữ quốc gia Hoa Kỳ đã và dẫn dắt đội bóng giành huy chương vàng đầu tiên tại Thế vận hội Tokyo 2020 và qua đó hoàn thành "cú ăn ba" là huấn luyện một đội giành huy chương vàng Olympic cũng như giành huy chương vàng cá nhân trong cả bóng chuyền trong nhà và bãi biển.